# Difiodòncia

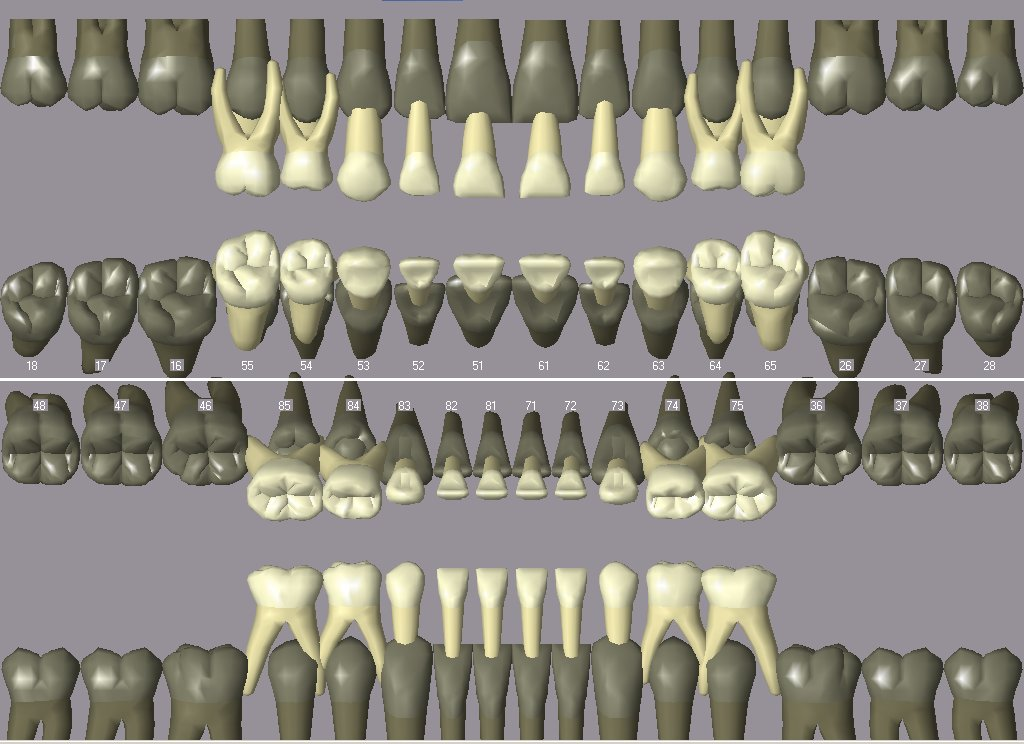
Diagrama de la primera dentició

La difiodòncia és la condició dels animals difiodonts, és a dir, aquells que tenen dues dentadures denticions successives: primer les dents temporals i després les dents permanents. La majoria dels mamífers són difiodonts, car necessiten una dentadura forta, robusta i completa per mastegar l'aliment.
Els difiodonts contrasten amb els polifiodonts, que canvien les dents constantment. També es diferencien dels monofiodonts, que tenen una sola dentadura per a tota la vida.
En els difiodonts, el nombre de dents reemplaçades varia d'una espècie a l'altra. En els éssers humans, un conjunt de vint dents temporals o «dents de llet» són substituïdes per un conjunt completament nou de trenta-dues dents permanents. De vegades hi pot haver hipodòncia o hiperdòncia (aquest últim en la disostosi clidocranial i la síndrome de Gardner). Les llebres només canvien les dents incisives posteriors, més petites, i conserven les anteriors.
No se sap gaire cosa sobre els mecanismes del desenvolupament que regulen el canvi de dents en els difiodonts. La musaranya casolana i el porc nan xinès es fan servir per estudiar el canvi de dents i la sortida de dents addicionals en els difiodonts.
Els manatís, elefants i cangurs són dels pocs mamífers polifiodonts.